# 吉尔贝特·富克斯
吉尔贝特·富克斯（德語：Gilbert Fuchs，1871年—1952年），德国男子花样滑冰运动员，主攻单人滑。他曾代表德国参加世界花样滑冰锦标赛，获得二枚金牌、二枚银牌和二枚铜牌。